# Procephalothrix hermaphroditicus
Procephalothrix hermaphroditicus är en djurart som tillhör fylumet slemmaskar, och som beskrevs av Gibson, Sánchez och Méndez 1990. Procephalothrix hermaphroditicus ingår i släktet Procephalothrix och familjen Cephalothricidae. Inga underarter finns listade i Catalogue of Life.